# Rugby 9 en los Juegos del Pacífico 2023
El Rugby 9 en los Juegos del Pacífico 2023 se llevó a cabo del 20 al 22 de noviembre en el Estadio Nacional de Islas Salomón.

## Equipos participantes
| - Selección femenina de rugby league de Islas Salomón - Selección femenina de rugby league de Islas Cook - Selección femenina de rugby league de Fiyi - Selección femenina de rugby league de Samoa - Selección femenina de rugby league de Tonga - Selección femenina de rugby league de Vanuatu | - Selección de rugby league de Islas Salomón - Selección de rugby league de Islas Cook - Selección de rugby league de Fiyi - Selección de rugby league de Samoa - Selección de rugby league de Tonga |

## Medallistas
| Evento                      | Oro        | Plata | Bronce |
| --------------------------- | ---------- | ----- | ------ |
| Masculino (22 de noviembre) | Samoa      | Fiyi  | Tonga  |
| Femenino (22 de noviembre)  | Islas Cook | Tonga | Fiyi   |

## Medallero
| Núm. | País       | Oro | Plata | Bronce | Total |
| ---- | ---------- | --- | ----- | ------ | ----- |
| 1    | Samoa      | 1   | 0     | 0      | 1     |
| 2    | Islas Cook | 1   | 0     | 0      | 1     |
| 3    | Tonga      | 0   | 2     | 0      | 2     |
| 4    | Fiyi       | 0   | 2     | 1      | 2     |